# Bernhard Tollens
Bernhard Christian Gottlieb Tollens (Amburgo, 30 luglio 1841 – Gottinga, 31 gennaio 1918) è stato un chimico tedesco.
Studiò ad Amburgo, dove subì l'influenza del suo maestro Karl Möbius. Dopo essersi diplomato, studiò chimica farmaceutica all'Università di Gottinga e divenne assistente di laboratorio di Friedrich Wöhler, sotto la supervisione dei celebri chimici Friedrich Konrad Beilstein e Rudolph Fittig.
Tra gli altri lavorò anche con Emil Erlenmeyer a Heidelberg e con Charles-Adolphe Wurtz a Parigi. Dal 1872 al 1918 fu a Gottinga.
È ricordato per vari lavori di chimica organica, tra cui lo studio dei carboidrati e degli zuccheri e scoprì il celebre saggio di Tollens.